# Вирма (река, впадает в Кандалакшский залив)
Вирма — река в России, протекает по территории Городского поселения Кандалакша Кандалакшского района Мурманской области. Длина реки — 16 км, площадь водосборного бассейна — 95,3 км².
Река берёт начало из ламбины без названия на высоте 148 м над уровнем моря и далее течёт преимущественно в юго-восточном направлении.
Река в общей сложности имеет 15 малых притоков суммарной длиной 28 км.
Крупнейший приток Вирмы — левый приток — ручей Гусеничный.
Впадает в губу Лупчу Белого моря.
В нижнем течении Вирму пересекает трасса Р21 («Кола»), а также линия железной дороги Санкт-Петербург — Мурманск.
Населённые пункты на реке отсутствуют.
Код объекта в государственном водном реестре — 02020000712102000000021.